# Пухлик, Борис Михайлович
Пухлик Борис Михайлович — выдающийся учёный в области аллергология, иммунология, фтизиатрия, доктор медицинских наук (1985), профессор (1991), Заведующий кафедрой фтизиатрии с курсом клинический иммунологии (1992), Президент Ассоциации аллергологов Украины (1997 р.), Лауреат государственной премии Украины в области науки и техники (2012 p.)

## Биография
Пухлик Борис Михайлович родился 11 мая 1945 года в г. Свердловск Луганской области.
- 1963—1969 г.г. учёба в Винницком медицинском институте им. Н. И. Пирогова на педиатрическом факультете.
- После окончания института работал старшим врачом противотуберкулезного диспансера и педиатром участковой больницы по совместительству.
- 1976 год — переведен на работу в Винницкий областной отдел охраны здоровья. Был включен в резерв кадров министра охраны здоровья.
- 1977 год — ассистент кафедры фтизиатрии Винницкого медицинского институту им. Н. И. Пирогова.
- В 1977 году защитил кандидатскую диссертацию по фтизиатрии под руководством профессора Березовского Борис Абрамовича.
- 1980—1981 г.г. — руководит одним из крупнейших клинико-эпидемиологических исследований в области аллергологии в Винницкой области.
- 1985 год — защитил докторскую диссертацию. Тема диссертационной работы: «Аллергические заболевания у больных туберкулезом» .
- Основные направления научной деятельности — проблема распространения аллергических заболеваний, исследования в области эпидемиологии аллергических заболеваний, фтизиатрия. По инициативе Пухлика Б. М., впервые в мире, появляется аллергологический кабинет на базе противотуберкулезного диспансера (г. Винница).
- 1986 год — участник ликвидации последствий аварии на ЧАЭС.
- 1988 год — инициатор создания первой на Украине иммунологической лаборатории на базе Винницкой областной детской больницы.
- 1990—1991 г.г. — начинает второе клинико-эпидемиологическое исследование в сфере аллергологии в Винницкой области.
- 1991 год — заведующий кафедрой фтизиатрии Винницкого медицинского института им. Н. И. Пирогова.
- 1992 год — открытие курса клинической иммунологии и аллергологии при кафедре фтизиатрии Винницкого медицинского института им. Н. И. Пирогова. Вместе с профессором Коганом Б. Й. создает лабораторию экологической иммунологии и аллергологии при Центральной научно-исследовательской лаборатории Винницкого медицинского института им. Н. И. Пирогова и иммунологический центр с аллерго-иммунологической лабораторией на базе Винницкого областного противотуберкулезного диспансера. На базе иммунологического центра до 1993 г. было обследовано и пролечено около 1600 пострадавших вследствие аварии на ЧАЭС.
- 1993 год — Пухлик Б. М. открывает и возглавляет первое на Украине предприятие по производству препаратов-аллергенов для диагностики и лечения аллергических заболеваний (ООО «Иммунолог», г. Винница)
- с 1997 год до настоящего времени — президент Ассоциации аллергологов Украины.
- 2012 год — становится Лауреатом Государственной премии Украины в области науки и техники за работу: «Технологии диагностики и лечения аллергических заболеваний органов дыхания с применением отечественных препаратов аллергенов» (в составе коллектива);
- 2013 год — основал частный аллерго-иммунологический центр «Клиника профессора Пухлика», который специализируется на медицинской помощи пациентам аллергологического и иммунологического профиля.

## Научная деятельность
- 1969 — Окончил Винницкий медицинский институт им. Н. И. Пирогова;
- 1985 — Доктор медицинских наук. Тема диссертационной работы: «Аллергические заболевания у больных туберкулезом»
- 1991 — Профессор;
- 1992 — Заведующий кафедрой фтизиатрии с курсом клинической иммунологии;
- 1997 — Президент ВОО «Ассоциация аллергологов Украины»;
- 2012 — Лауреат Государственной премии Украины в области науки и техники за работу: «Технологии диагностики и лечения аллергических заболеваний органов дыхания с применением отечественных препаратов аллергенов» (в составе коллектива).

Профессор Б. М. Пухлик — автор более 350 научных работ, в том числе 16 монографий, около 30 патентов на изобретения, более 20 методических рекомендаций, учебников и пособий. Учениками Б. М. Пухлика являются 1 доктор и 19 кандидатов наук.

## Награды
- Государственная премия Украины в области науки и техники за 2012 г. — работа «Технологии диагностики и лечения аллергических заболеваний органов дыхания с применением отечественных препаратов аллергенов » (в составе коллектива)[1].